# US Le Mans
US Le Mans was een Franse voetbalclub uit de stad Le Mans. De club werd opgericht in 1899 en fuseerde in 1985 met Stade Olympique du Maine en vormde zo de nieuwe club Le Mans UC. De club speelde tijdens WOII twee seizoenen in de hoogste klasse. Deze zijn echter niet officieel.

## Geschiedenis
In 1899 werd de sportclub Union Sportive du Mans opgericht. De voetbalsectie volgde wel pas in 1903. In 1906 werd het stadion Vélodrome Léon-Bollée in gebruik genomen. Kort daarna fusioneerde de club met Sporting Club du Mans. In 1906-07 organiseerde de USFSA het eerste kampioenschap in de regio Maine. Union Sportive SC du Mans werd meteen kampioen. De club bereikte in de eindronde om de Franse landstitel de kwartfinale tegen Le Havre AC, maar gaf fortait. Drie jaar later werd een tweede titel behaald, maar US Saint-Servan gaf de club in de eindronde een veeg uit de pan met 7-1 en zorgde voor onmiddellijke uitschakeling. In 1912 en 1914 speelde de club ook nog de eindronde, en werd deze keer met duidelijke cijfers in de voorronde van de eindronde uitgeschakeld. De grootste concurrent uit deze tijd was Angers Université Club dat vier titels binnen rijfde voor de Eerste Wereldoorlog. In 1917/18 nam de club deel aan de eerste editie van de Coupe de France, maar gaf forfait bij de eerste wedstrijd. Vanaf begin jaren twintig raakte de club in de vergetelheid.
Tijdens de Tweede Wereldoorlog lieten drie mannen de club herleven: Robert Hurault als voorzitter, Camille Cottin als trainer en Jacques Wyffels als speler. In 1942 bereikte de club de kwartfinale van de beker, die het verloor van Girondins de Bordeaux en in 1942/43 speelde de club voor het eerst in de hoogste klasse, al zijn de oorlogskampioenschappen niet officieel. Le Mans eindigde elfde op zestien clubs. Het volgende seizoen namen er geen individuele clubs deel aan de competitie, maar enkel clubs die een hele regio vertegenwoordigden. Le Mans werd vertegenwoordigd door Rennes-Bretagne. In 1944/45 was de club echter weer van de partij en werd tiende in de zone noord op twaalf clubs.
Na de oorlog werd de club ingedeeld in de Division 2 en speelde daar, zonder veel succes, tot 1952. De club besloot zijn profstatuut op te geven en degradeerde hierdoor naar de DH Ouest. In 1961 werd de club kampioen en promoveerde naar de CFA, in die tijd de derde klasse. Na drie seizoenen degradeerde de club, maar wist meteen weer de titel te bemachtigen. Tot 1970 speelde de club in de CFA. Dan werd de tweede klasse van één reeks uitgebreid naar drie reeksen waardoor er 32 clubs uit de CFA promoveerden, waaronder Le Mans. De eerste drie seizoenen eindigde de club in de top tien, de beste notering was de vierde plaats in 1972. Na een zeventiende plaats in 1974 degradeerde de club. Tot 1981 speelde de club dan in de Division 3 en degradeerde dan naar de Division 4.
In 1985 fusioneerde de club met Stade Olympique du Maine, opgericht in 1937, en werd zo Le Mans Union Club 72. 72 staat voor het departement Sarthe, waarvan Le Mans de hoofdstad.

## Erelijst
USFSA Maine
1907, 1910, 1914
DH Ouest
1961, 1965